# Edward Selby Smyth
Pour les articles homonymes, voir Smyth.
Sir Edward Selby Smyth, né le 31 mars 1819 à Belfast en Irlande et mort le 22 septembre 1896 en Angleterre, est un officier militaire britannique, premier officier général commandant la Milice canadienne de 1874 à 1880.